# Hugo von Mohl
Hugo von Mohl (8. april 1805 i Stuttgart – 1. april 1872) var en tysk botaniker, dattersønnesøn af J.J. Moser, bror til Robert og Julius von Mohl. 
Von Mohl studerede først medicin i Tübingen, hvor han blev doktor 1828. Hans store kærlighed til naturvidenskaberne bragte ham nu under et flerårigt studieophold i München i berøring med flere af datidens botanikere; han var desuden samtidig med Schleiden, Unger, Hofmeister, Nägeli, Braun, Schacht og flere andre. 1832 blev von Mohl professor i fysiologi i Bern og 1835 professor i botanik i Tübingen, hvor han blev til sin død. 
Von Mohls arbejder drejer sig næsten alle om planteanatomiske og histologiske spørgsmål; 1827 skrev han som besvarelse af en prisopgave vel en udmærket afhandling om lianer, men ellers drejer hans studier sig væsentligst om cellen og vævene. Han var Tysklands mest fremragende videnskabsmand på dette område i mange år, og foruden en udmærket iagttagelsesevne, en ypperlig kritisk sans og et fortrinligt fremstillingstalent havde han en manuel dygtighed i mikroskopets brug, som dengang ingen anden, han kunde endog selv slibe og indfatte linser.
Hans kyndighed på mikroskopiens område fik udtryk i hans Mikrographie (1846), en håndbog i mikroskopets behandling. Blandt de histologiske arbejder er særlig hans studier over cellehindens tykkelsevækst, som han tilskriver apposition, og dens kemiske sammensætning, hvorved han som en af de første særlig studerer jodreaktionerne, betydninigsfulde. Men i det hele taget er cellen og dens dannelse et hovedpunkt for von Mohls forskninger. 1836 følger han celledelingen hos Cladophora i dens væsentlige faser og sammenligner hermed celledelingen hos diatoméerne, som han, i modsætning til Ehrenberg, henfører til planteriget. 
Lignende studier offentliggør han 1838 (og 1856) over spalteåbningernes dannelse, og ved hans (og senere Ungers) iagttagelser rammes der en pæl igennem de om celledannelsen ellers gennem Schleidens læresætninger meget udbredte, urigtige meninger. 1846 dannede von Mohl det senere så almindelige ord protoplasma for cellens levende krop, og hans afhandling fra 1851 i Wagners Handwörterbuch: Die vegetabilische Celle udkom kort efter som den bekendte bog: Grundzüge der Anatomie und Physiologie der vegetabilischen Zelle (1851), en udmærket fremstilling af det dengang ikke forhen på en så klar og sammenfattende måde tilrettelagte emne. 
Af andre almenvigtige spørgsmål, der er løst ved von Mohls arbejder, kan nævnes hans studier over karrenes udvikling; han beviser, at de opstår af celler, og at tværvæggene opløses, medens han for sirørenes vedkommende hævder, at der ingen sekundær kommunikation er mellem deres led; den måtte Hartig påvise (1851). Von Mohl har fremdeles leveret grundliggende studier over korken og dens dannelse, især skorpekorkens; han opfattede rigtig lenticellernes natur, opdagede de kutikulariserede lag i overhudscellernes ydervægge og studerede nåletræernes ejendommelige transfusionsvæv. 
Endelig kan nævnes hans anatomiske studier over palmestammens anatomi (1831), hvorved han kuldkaster den indtil da herskende Lære om den monokotyledone stængels såkaldte "endogene" vækst i tykkelse og belærer os om karstrengenes virkelige forløb i stammen. Igennem alle disse og mange flere arbejder, hvoraf de indtil 1845 offentliggjorte er samlet i hans i samme år udgivne Vermischte Schriften botanischen Inhalts (Tübingen, med 12 tavler), kom von Mohl til at øve en betydelig indflydelse. 
Flere af vore vigtigste udtryk inden for histologien skyldes ham; til de ovenfor nævnte kan føjes ordet intercellularsubstans (fra 1836). Von Mohl var ganske særlig iagttagelsens og induktionens mand; vidtgående abstraktioner og filosofiske spekulationer var ham imod, og disse egenskaber sikrer hans arbejder klassisk værd.